# Ángel Manrique
Ángel Manrique, O.Cist. (28. února 1577 – 28. února 1649) byl španělský římskokatolický duchovní, cisterciácký mnich, historik a biskup.

## Život
Ángel se snažil ve formě letopisů popsat historii cisterciáckého řádu od roku 1098 po 17. století. Takovýto schematický postup byl poměrně běžný v raném novověku. Jeho práce je srovnatelná s díly jeho současníků, kteří se zabývali cisterciáckou řádovou historií, například se spisy Karla de Visch, nebo Chrysostoma Henriqueze.
V letech 1645-1649 byl Ángel Manrique biskupem diecéze Badajoz. Předtím vyučoval na Colegio de San Bernardo a na katedrální škole v Salamance.

## Dílo
- Cisterciensium seu verius ecclesiasticorum annalium a condito Cistercio, tomus I-IV (dostupné online)
- Sermones varios, Salamanca 1620.
- Annales Cistercienses, Regensburg 1742.